# Heriades bequaerti
Heriades bequaerti är en biart som beskrevs av Cockerell 1931. Heriades bequaerti ingår i släktet väggbin, och familjen buksamlarbin. Inga underarter finns listade i Catalogue of Life.